# ناتالیا پاداریان
ناتالیا مارکی پاداریان (ارمنی: Նատալյա Մարկի Պադարյան؛  ۲۷ اکتبر ۱۹۷۹) یک بازیگر اهل ارمنستان است. وی بین سال‌های - تا - میلادی فعالیت می‌کرد.

## زندگی‌نامه
وی در ۲۷ اکتبر ۱۹۷۹ در مسکو به دنیا آمد و از دانشگاه علوم انسانی مسکو (۲۰۰۱) فارغ‌التحصیل شد. 